# Honiči a barváři
Honiči a barváři jsou skupina psů dle FCI s pořadovým číslem šest. Jedná se o skupinu psů vyšlechtěných pro stopování a pronásledování zvěře. Barváři mají trochu jiný úkol a to zvíře vystopovat a usmrtit (nejčastěji prokousnutím hrdla). Slovo "barvář" má původ v myslivecké mluvě, kde "barva" značí krev. Honiči a barváři používají při stopování zvěře na rozdíl od chrtů pouze čich, což z nich dělá dobré stopaře, které je vhodné využívat i při hledání raněných po zemětřesení nebo jiných katastrofách. Mají různé barvy, velikosti i typy srsti, nemají společné vzhledové prvky. Tato skupina má tři sekce: Honiči, Barváři a Příbuzná plemena. Sekce Honiči má tři podsekce: Velcí honiči, Střední honiči a Malí honiči. Příbuzná plemena je sekce se dvěma psími plemeny, dalmatinem a rhodéským ridgebackem. Česká republika v této skupině svého zástupce nemá, ale je zde slovenské psí plemeno: slovenský kopov.

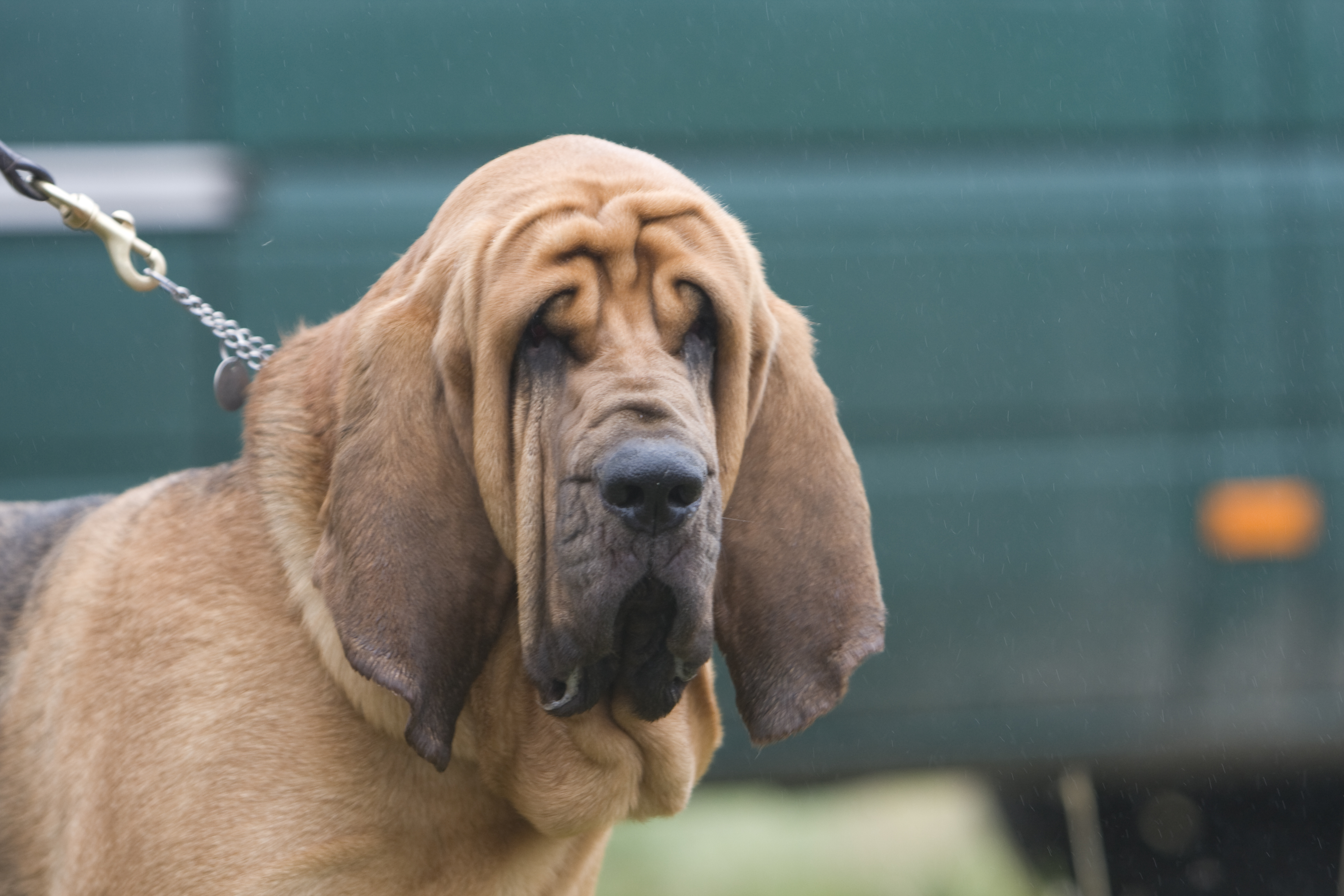
Bloodhound (svatohubertský pes)

Nejvíce honičů a barvářů bylo vyšlechtěno ve středověké Francii. Tamější bohatí šlechticové a králové často pořádali parforsní hony, k čemuž používali širokou škálu psů, které mezi sebou křížili aby dosahovali lepších a lepších výsledků. Hrubosrstí honiči se tehdy obecně nazývali griffoni a některým plemenům toto označení zůstalo dodnes. Přesto nejsou tato francouzská plemena příliš známá a oblíbená, mnohem větší popularity dosáhli angličtí bíglové. Významné honiče má i Německo, které dalo vzniknout brakýřům . Přesto asi nejznámějším zástupcem této skupiny je bloodhound, který se již sice nevyužívá jako pes pro parforsní hony, ale je skvělým vyhledávačem obětí přírodních katastrof nebo ztracených lidí, dokáže jít i po stopě staré dva týdny . Mnoho honičů a barvářů se stále využívá ke stopování a pronásledování zvěře, ne všichni jsou totiž dobrými společníky do rodiny.

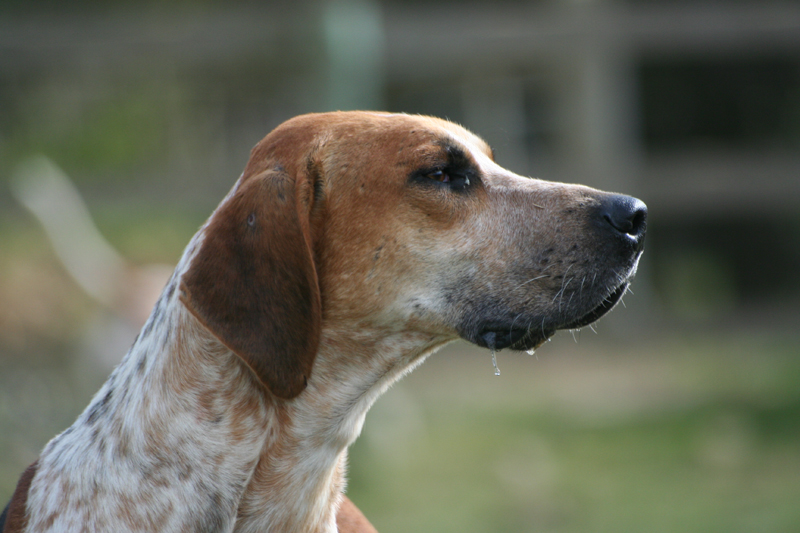
Anglický foxhound

## Plemena dle FCI
Oficiální dělení plemen:

### Honiči

#### Velcí honiči
- Americký foxhound
- Anglický foxhound
- Billy
- Black and tan coonhound
- Bloodhound
- Francouzský bíločerný honič
- Francouzský bílooranžový honič
- Francouzský trikolorní honič
- Ogar polski
- Poitevin
- Rastreador brasileiro
- Bígl-HarrierVelký anglo-francouzský honič

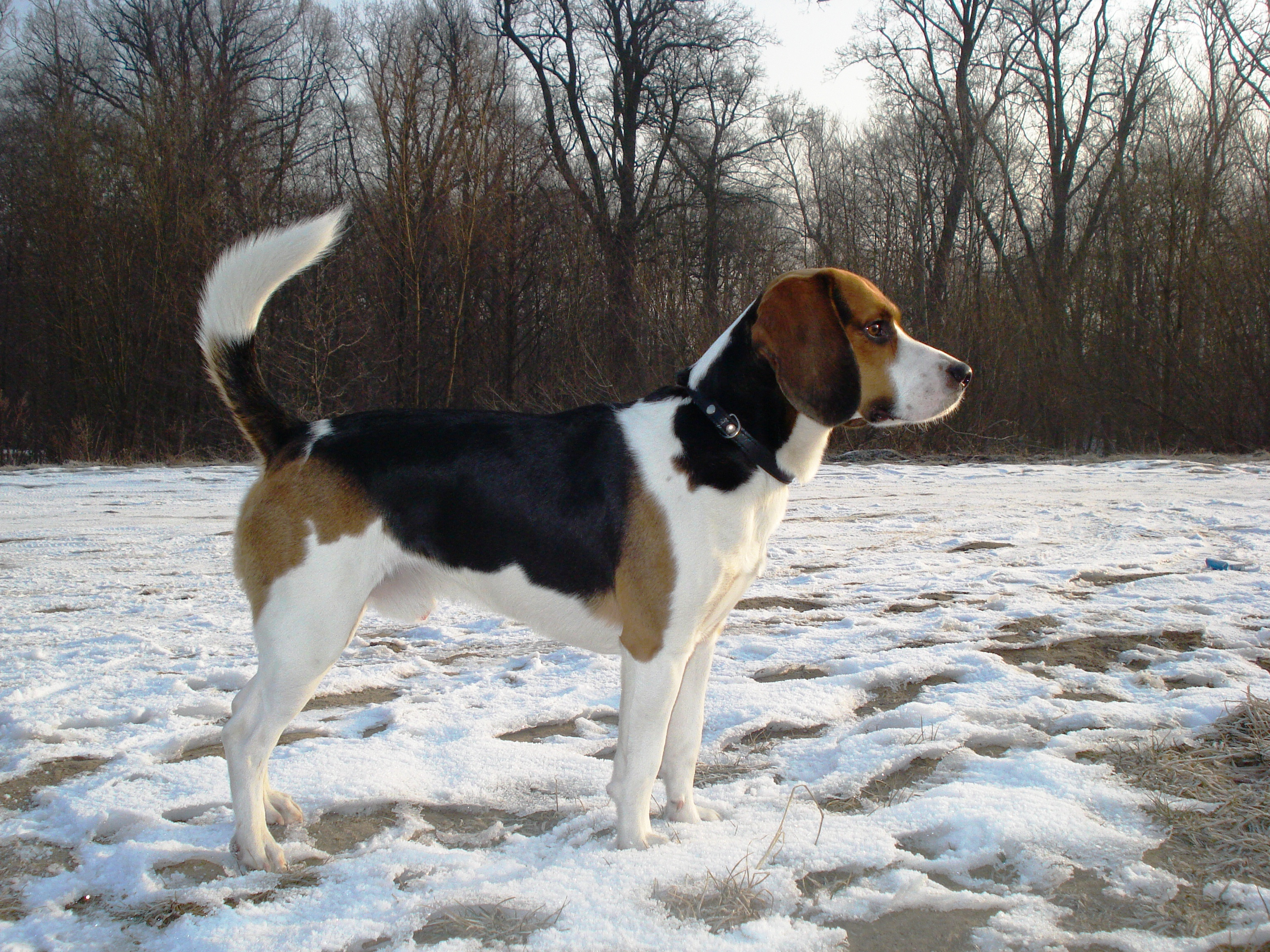
Bígl-Harrier

  - Velký anglo-francouzský bílo-černý honič
  - Velký anglo-francouzský bílo-oranžový honič
  - Velký anglo-francouzský trikolorní honič
- Velký gaskoňsko-saintongeoisský honič

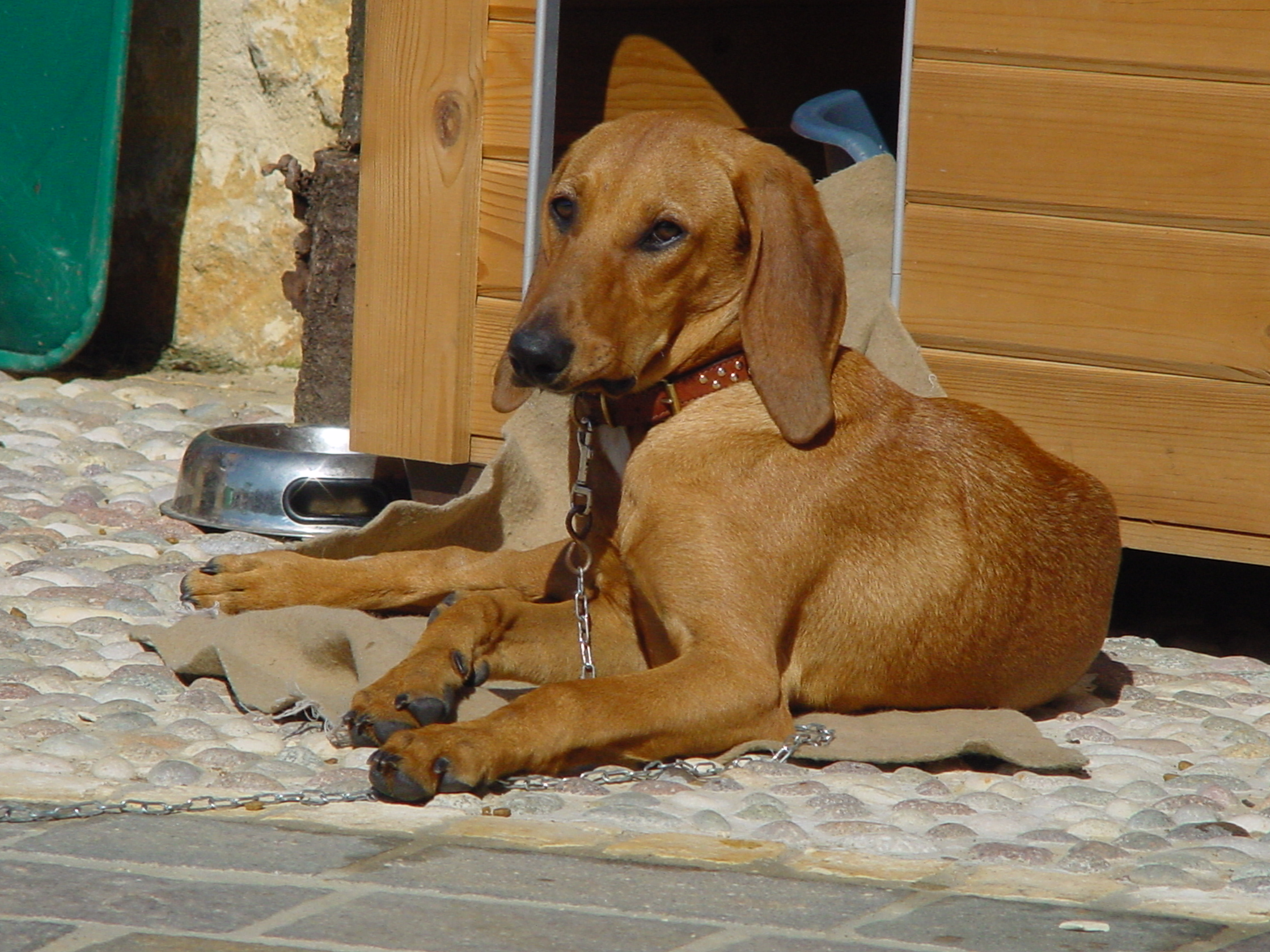
Hladkosrstý italský segugio

- Velký modrý gaskoňský honič
- Velký vendeéský hrubosrstý honič
- Vydrař (otterhound)

#### Střední honiči

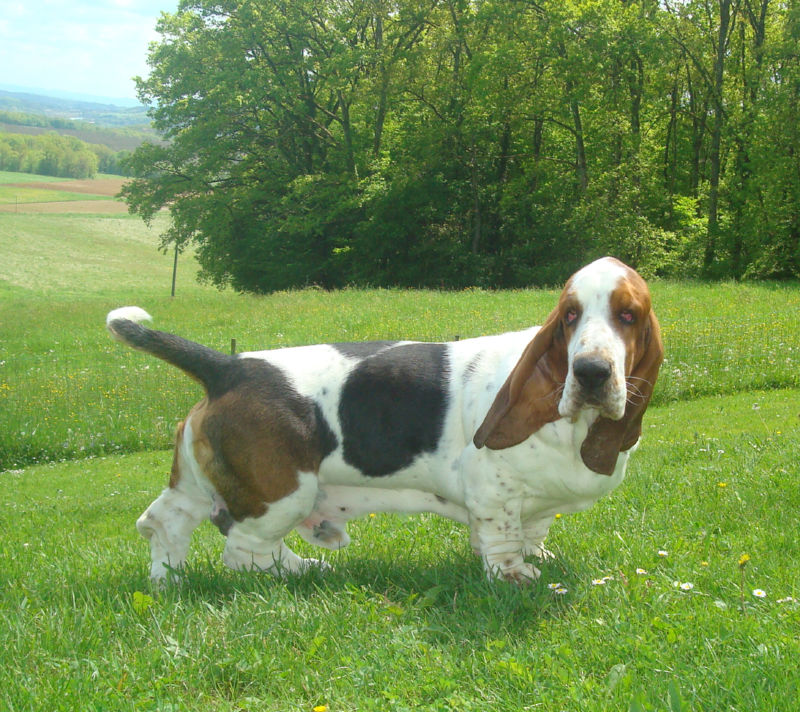
Baset

- Anglo-francouzský honič de Petite Venerie
- Ariégois
- Artoisský honič
- Bígl-Harrier
- Bosenský hrubosrstý honič
- Briquet Griffon Vendéen
- Brandlův brakýř
- Černohorský planinský honič
- Dunker
- Estonský honič
- Finský honič
- Griffon bleu de Gascogne
- Haldenův honič
- Hamiltonův honič
- Harrier
- Hygenův honič
- Istrijský hrubosrstý honič
- Istrijský krátkosrstý honič
- Italský segugio
- Jugoslávský trikolorní honič
- Malý gaskoňsko-saintongeoisský honič

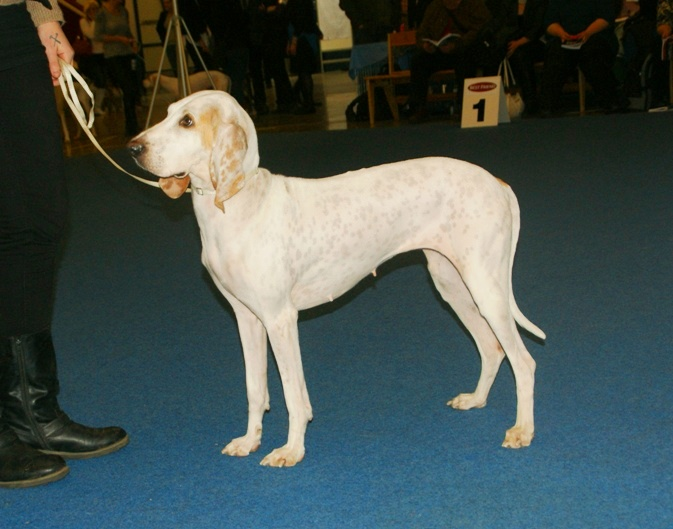
Porcelaine

- Malý modrý gaskoňský honič
- Maremmanský honič
- Nivernaisský hrubosrstý honičPorcelaine
- Plavý bretaňský honič
- Polský honič
- Porcelaine
- Posávský honič
- Rakouský hladkosrstý brakýř
- Řecký honič
- Sedmihradský honič
- Schillerův honič
- Slovenský kopov
- Smalandský honič
- Srbský honič
- Španělský sabueso
- Štýrský brakýř
- Švýcarský honič
  - Bernský honič
  - Luzernský honič
  - Jurský honič
  - Schwyzský honič
- Tyrolský honič

#### Malí honiči

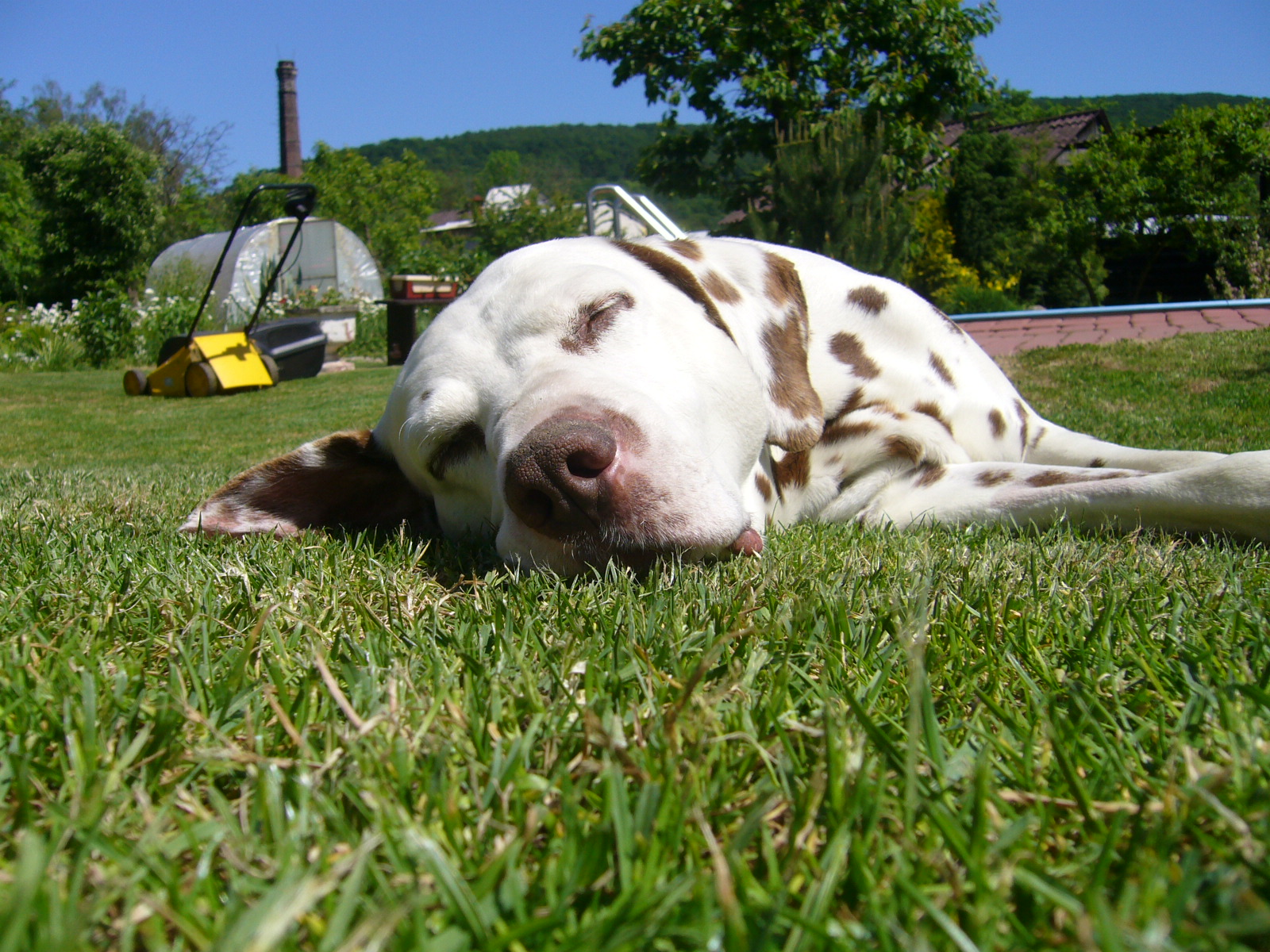
Dalmatin

- Artésko-normandský baset
- Baset
- Bígl
- Drever
- Malý hrubosrstý vendéeský baset
- Malý švýcarský honič
  - Malý bernský honič
  - Malý luzernský honič
  - Malý jurský honič
  - Malý schwyzský honič
- Modrý gaskoňský basset
- Německý honič
- Plavý bretaňský basset
- Velký hrubosrstý vendéeský baset
- Vestfálský jezevčíkovitý honič

### Barváři
- Alpský jezevčíkovitý brakýř
- Bavorský barvář
- Hannoverský barvář

### Příbuzná plemena
- Dalmatin
- Rhodéský ridgeback